# Everlast (przedsiębiorstwo)
Everlast – amerykański producent odzieży bokserskiej, obuwia oraz akcesoriów sportowych. Firma została założona w 1910 roku przez Jacoba Golomba w Nowym Jorku. Jedna z najpopularniejszych marek bokserskich XX wieku.